# Zjezqazghan
Zjezqazghan (kazakiska: Жезқазған, även ryska: Жезказган: Zjezkazgan) är en ort i Kazakstan. Den ligger i oblastet Qaraghandy, i den centrala delen av landet, 500 km sydväst om huvudstaden Astana. Zjezkazgan ligger 330 meter över havet och antalet invånare är 104 357.
Terrängen runt Zjezqazghan är huvudsakligen platt. Zjezqazghan ligger nere i en dal. Trakten runt Zjezqazghan är nära nog obefolkad, med mindre än två invånare per kvadratkilometer. Trakten runt Zjezqazghan består i huvudsak av gräsmarker.